# Özgül Kavruk

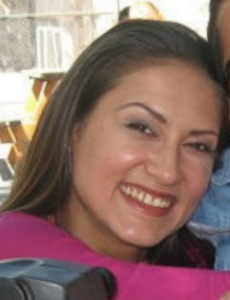
Özgül Kavruk

Özgül Kavruk (* 1. Dezember 1977 in Söke) ist eine türkische Schauspielerin und Model.

## Leben und Karriere
Kavruk wurde am 1. Dezember 1977 in Söke geboren. Nach ihrer Schulzeit begann sie eine Karriere im Modeln und war unter anderem 1999 das Covermodel für einen Ayyıldız-Katalog. Sie studierte an der Yeditepe-Universität im Bereich Kommunikation.
Ihr Debüt gab sie 1995 in der Fernsehserie Çiçek Taksi. Von 2007 bis 2009 trat sie in Parmaklıklar Ardında auf. Unter anderem war sie in der Serie Arka Sokaklar zu sehen. 2018 bekam Kavruk eine Rolle in Yalnız Hayaller Kaldı.
Seit 2008 ist sie mit dem Elektroingenieur Ömer Seçkin verheiratet. Sie spricht fließend
Türkisch, Englisch und etwas Deutsch.

## Filmografie (Auswahl)
- 1995: Çiçek Taksi
- 2000: Derman Bey
- 2001: Böyle mi Olacaktı
- 2003: Gurbet Kadını
- 2005: Nehir
- 2006: Rüyalarda Buluşuruz
- 2007: Doktorlar
- 2007: Arka Sokaklar
- 2008: Parmaklıklar Ardında
- 2011: Kızım Nerede?
- 2012: Sakarya Fırat
- 2015: Sen Benimsin
- 2017: Büyü 2
- 2018: Yalnız Hayaller Kaldı